# 柿本町 (豊田市)
柿本町（かきもとちょう）は、愛知県豊田市の地名。

## 地理

### 学区
- 豊田市立美山小学校
- 豊田市立逢妻中学校

## 歴史

### 人口の変遷
国勢調査による人口および世帯数の推移。
| 1995年（平成7年）  | 939世帯 2547人  |  |
| 2000年（平成12年） | 1291世帯 3340人 |  |
| 2005年（平成17年） | 1319世帯 3256人 |  |
| 2010年（平成22年） | 1303世帯 3202人 |  |
| 2015年（平成27年） | 1344世帯 3191人 |  |
| 2020年（令和2年）  | 1523世帯 3558人 |  |

## 交通

### バス
- 名鉄バス55豊田西市内線：（豊田市 方面 - ）元町工場事務館 - トヨタ元町工場前 - 柿本町（ - 聖心寮前 方面）

### 道路
- 国道155号

## 施設
- 元町工場厚生センター
- 柿本ちびっこ広場
- 柿本町西ちびっこ広場
- 柿本公園
- 福田三商豊田営業所
- フィールリスタ
- セリアフィールリスタ店
- サンキ豊田リスタ店
- ホダカ豊田店
- 愛知ダイハツU-CAR豊田元町店
- セブン-イレブン豊田市柿本町店
- ファミリーマート豊田柿本町店
- ミニストップ豊田柿本町店

### WEB
1. ↑  “愛知県豊田市の町丁・字一覧”.   人口統計ラボ. 2024年2月26日閲覧。
2. 1 2  総務省統計局 (2022年2月10日). “令和2年国勢調査の調査結果(e-Stat) - 男女別人口，外国人人口及び世帯数－町丁・字等” (CSV). 2023年8月2日閲覧。
3. ↑  “愛知県豊田市の郵便番号一覧”.   日本郵便. 2024年2月29日閲覧。
4. ↑  “市外局番の一覧” (PDF).   総務省 (2022年3月1日). 2022年3月22日閲覧。
5. ↑  “ナンバープレートについて”.   一般社団法人愛知県自動車会議所. 2024年1月21日閲覧。
6. ↑  総務省統計局 (2014年3月28日). “平成7年国勢調査の調査結果(e-Stat) - 男女別人口及び世帯数 －町丁・字等” (CSV). 2021年7月20日閲覧。
7. ↑  総務省統計局 (2014年5月30日). “平成12年国勢調査の調査結果(e-Stat) - 男女別人口及び世帯数 －町丁・字等” (CSV). 2021年7月20日閲覧。
8. ↑  総務省統計局 (2014年6月27日). “平成17年国勢調査の調査結果(e-Stat) - 男女別人口及び世帯数 －町丁・字等” (CSV). 2021年7月21日閲覧。
9. ↑  総務省統計局 (2012年1月20日). “平成22年国勢調査の調査結果(e-Stat) - 男女別人口及び世帯数 －町丁・字等” (CSV). 2021年7月21日閲覧。
10. ↑  総務省統計局 (2017年1月27日). “平成27年国勢調査の調査結果(e-Stat) - 男女別人口及び世帯数 －町丁・字等” (CSV). 2021年7月21日閲覧。